# Типчак (комплекс)
«Типчак» — російський БпЛА-комплекс, розроблений «Луч» (місто Рибинськ) 2007 року для повітряної розвідки та аерофотознімання місцевості. Станом на 2022 рік офіційно знаходиться на озброєнні СВ ЗС РФ.

## Історія
Комплекс розроблений ВАТ "Конструкторське бюро «Луч». Роботи над його створенням було розпочато наприкінці 1980-их. 2006 р. — на початку 2007 р. успішно пройшов перший етап державних випробувань комплексу. У ході другого етапу випробування передбачалася дослідна експлуатація комплексу у польових умовах. Комплекс представляли на виставці «Интерполитех-2006».
Спочатку комплекс розроблявся для двох варіантів застосування. Зараз реалізований варіант запуску БпЛА за допомогою пневматичної катапульти. У майбутньому можливе створення інших варіантів комплексу.
Перший комплекс з БпЛА «Типчак» було доставлено МО РФ у 2009 р., виготовлення другого комплексу розпочалося у 2009 р. На той час перший комплекс проходив дослідну експлуатацію. В 2010 році було успішно завершено кваліфікаційні випробування другого комплексу. Станом на 28 лютого 2011 МО РФ отримало другий комплекс «Типчак».

## Опис
Він призначений для виявлення з повітря різних об'єктів, їх розпізнавання, визначення та передачі координат їхнього розташування у масштабі реального часу оператору у будь-який час доби на дальності до 40 км від наземного пункту керування.
Розвідка наземних об'єктів може здійснюватися одночасно двома літальними апаратами.
Комплекс складається з:
- БЛА-05 «Типчак» (6 од);
- антенний автомобіль;
- операторський автомобіль;
- транспортно-пусковий автомобіль;
- автомобіль технічного забезпечення.